# قلب كاذب
قلب كاذب (بالإسبانية: Corazón que miente)  مسلسل مكسيكي، من إنتاج مابات إل. دي زاتاريان. مبني على قصة مسلسل متاهات العاطفة الذي عرض في عام 1999. من إعداد كاريداد برافو آدمز وتطوير كواوتيموك بلانكو وماريا ديل كارمن بينيا. عرض في 8 فبراير، 2016، حتى 14 مايو، 2016 على قناة تيليفيزا.

## وصلات خارجية
- الموقع الرسمي
- قلب كاذب على موقع IMDb (الإنجليزية)
- قلب كاذب على موقع كينوبويسك (الروسية)
- قلب كاذب على موقع قاعدة بيانات الفيلم (الإنجليزية)